# Tilapia imbriferna
Tilapia imbriferna är en fiskart som beskrevs av Stiassny, Schliewen och Dominey 1992. Tilapia imbriferna ingår i släktet Tilapia och familjen Cichlidae. IUCN kategoriserar arten globalt som akut hotad. Inga underarter finns listade i Catalogue of Life.